# Antilopinae
Gli antilopini (Antilopinae Gray, 1821) costituiscono una sottofamiglia di bovidi (mammiferi artiodattili), rappresentata dalle gazzelle e forme affini. È composto da 14 generi e da 42 specie.

## Tassonomia
- Genere Ammodorcas
  - Ammodorcas clarkei (dibatag)
- Genere Antidorcas
  - Antidorcas marsupialis (springbok)
- Genere Antilope
  - Antilope cervicapra (antilope cervicapra)
- Genere Dorcatragus
  - Dorcatragus megalotis (beira)
- Genere Eudorcas
  - Eudorcas albonotata (gazzella di Mongalla)
  - Eudorcas rufifrons (gazzella dalla fronte rossa)
  - Eudorcas rufina (gazzella rossa)
  - Eudorcas thomsonii (gazzella di Thomson)
- Genere Gazella
  - Gazella arabica (gazzella araba)
  - Gazella bennettii (gazzella indiana)
  - Gazella bilkis (gazzella dello Yemen)
  - Gazella cuvieri (gazzella di Cuvier)
  - Gazella dorcas (gazzella dorcade)
  - Gazella erlangeri (gazzella di Neumann)
  - Gazella gazella (gazzella di montagna)
  - Gazella leptoceros (gazzella dalle corna sottili)
  - Gazella saudiya (gazzella saudita)
  - Gazella spekei (gazzella di Speke)
  - Gazella subgutturosa (gazzella gozzuta)
- Genere Litocranius
  - Litocranius walleri (gerenuk)
- Genere Madoqua
  - Madoqua guentheri (dik-dik di Günther)
  - Madoqua kirkii (dik-dik di Kirk)
  - Madoqua piacentinii (dik-dik di Piacentini)
  - Madoqua saltiana (dik-dik di Salt)
- Genere Nanger
  - Nanger dama (gazzella dama)
  - Nanger granti (gazzella di Grant)
  - Nanger soemmerringii (gazzella di Soemmerring)
- Genere Neotragus
  - Neotragus batesi (antilope nana di Bates)
  - Neotragus moschatus (suni)
  - Neotragus pygmaeus (antilope reale)
- Genere Oreotragus
  - Oreotragus oreotragus (saltarupe)
- Genere Ourebia
  - Ourebia ourebi (oribi)
- Genere Procapra
  - Procapra gutturosa (gazzella mongola)
  - Procapra picticaudata (gazzella tibetana)
  - Procapra przewalskii (gazzella di Przewalski)
- Genere Raphicerus
  - Raphicerus campestris (steenbok)
  - Raphicerus melanotis (grysbok del Capo)
  - Raphicerus sharpei (grysbok di Sharpe)
- Genere Saiga
  - Saiga borealis (saiga mongola)
  - Saiga tatarica (saiga della steppa)